# Hinako Ashihara
Hinako Ashihara (芦原 妃名子?, Ashihara Hinako; Hyogo, 25 gennaio 1974 – Nikkō, 29 gennaio 2024) è stata una fumettista giapponese.

## Biografia
Debuttò nel 1994 con la short story Sono hanashi okotowari shimasu (その話おことわりします) pubblicata sulla rivista Betsucomi, principale pubblicazione della maggior parte delle sue opere. In seguito realizzò diverse altre short stories, tra cui una dedicata al balletto, Tenshi no kiss (天使のキス), pubblicata tra il 1997 e il 1998 e più conosciuto con il titolo Forbidden dances (Balli proibiti).
Il successo internazionale arrivò però con Sunadokei, pubblicato in Italia da Panini comics con il titolo La clessidra - Ricordi d'amore in 8 volumi più due conclusivi a parte.
Morì suicida il 29 gennaio 2024 all'età di 50 anni.

## Manga
- Chou chou kumo (?, 蝶々雲) - Pubblicato in Italia da Panini comics con il titolo La forma delle nuvole
- SOS ({{{2}}}?) - Pubblicato in Italia da Panini comics
- Sunadokei (?, 砂時計,) - Pubblicato in Italia da Panini comics con il titolo La clessidra - Ricordi d'amore
- Tenshi no kiss (?, 天使のキス) - Inedito in Italia
- Piece (?, 天使のキス) - Pubblicato in Italia da Panini comics